# Pfaffiano
En matemáticas, el determinante de una matriz antisimétrica siempre se puede escribir como el cuadrado de un polinomio  que opera sobre los datos de la matriz, un polinomio con coeficientes enteros que solo dependen del tamaño de la matriz. El valor de este polinomio, cuando se aplica a los coeficientes de una matriz antisimétrica, se denomina pfaffiano de la matriz. El término pfaffiano fue introducido por Arthur Cayley (1852) quien adoptó este nombre en memoria de Johann Friedrich Pfaff. El pfaffiano (considerado como un polinomio) no se desvanece solo para matrices antisimétricas de orden 2n×2n, en cuyo caso es un polinomio de grado n.
Explícitamente, para una matriz antisimétrica A,
{\displaystyle \operatorname {pf} (A)^{2}=\det(A),}
lo que posiblemente fue demostrado por primera vez por Thomas Muir en 1882 (Muir, 1882).
El hecho de que el determinante de cualquier matriz antisimétrica sea el cuadrado de una expresión polinomial puede demostrarse escribiendo la matriz como una matriz por bloques, utilizando un proceso de inducción y examinando el complemento de Schur, que también es antisimétrico.

## Ejemplos
{\displaystyle A={\begin{bmatrix}0&a\\-a&0\end{bmatrix}}.\qquad \operatorname {pf} (A)=a.}
{\displaystyle B={\begin{bmatrix}0&a&b\\-a&0&c\\-b&-c&0\end{bmatrix}}.\qquad \operatorname {pf} (B)=0.}
(3 es impar, entonces el pfaffiano de B es 0)
{\displaystyle \operatorname {pf} {\begin{bmatrix}0&a&b&c\\-a&0&d&e\\-b&-d&0&f\\-c&-e&-f&0\end{bmatrix}}=af-be+dc.}
El pfaffiano de una matriz tridiagonal antisimétrica de orden 2n×2n se da como
{\displaystyle \operatorname {pf} {\begin{bmatrix}0&a_{1}&0&0\\-a_{1}&0&b_{1}&0\\0&-b_{1}&0&a_{2}\\0&0&-a_{2}&\ddots &\ddots \\&&&\ddots &\ddots &b_{n-1}\\&&&&-b_{n-1}&0&a_{n}\\&&&&&-a_{n}&0\end{bmatrix}}=a_{1}a_{2}\cdots a_{n}.}
(Debe tenerse en cuenta que cualquier matriz antisimétrica se puede reducir a esta forma con todos los {\displaystyle b_{i}} iguales a cero; véase teoría espectral de matrices antisimétricas)

## Definición formal
Sea A = {ai,j} una matriz antisimétrica de orden 2n×2n. El pfaffiano de A está definido por la ecuación
{\displaystyle \operatorname {pf} (A)={\frac {1}{2^{n}n!}}\sum _{\sigma \in S_{2n}}\operatorname {sgn} (\sigma )\prod _{i=1}^{n}a_{\sigma (2i-1),\sigma (2i)}}
donde S2n es el grupo simétrico de dimensión (2n)! y sgn (σ) es la signatura de σ.
Se hace uso de la antisimetría de A para evitar tener que sumar todas las posibles permutaciones. Sea Π el conjunto de todas las particiones de {1, 2, ..., 2n} en parejas sin importar el orden. Hay (2n)! / (2nn !) = (2n-1)!! de tales particiones. Un elemento α ∈ Π se puede escribir como
{\displaystyle \alpha =\{(i_{1},j_{1}),(i_{2},j_{2}),\cdots ,(i_{n},j_{n})\}}
con ik < jk y {\displaystyle i_{1}<i_{2}<\cdots <i_{n}}. Haciendo
{\displaystyle \pi _{\alpha }={\begin{bmatrix}1&2&3&4&\cdots &2n-1&2n\\i_{1}&j_{1}&i_{2}&j_{2}&\cdots &i_{n}&j_{n}\end{bmatrix}}}
la permutación correspondiente. Dada una partición α como la anterior, se define
{\displaystyle A_{\alpha }=\operatorname {sgn} (\pi _{\alpha })a_{i_{1},j_{1}}a_{i_{2},j_{2}}\cdots a_{i_{n},j_{n}}.}
El pfaffiano de A viene dado por
{\displaystyle \operatorname {pf} (A)=\sum _{\alpha \in \Pi }A_{\alpha }.}
El pfaffiano de una matriz n×n antisimétrica para n impar se define como cero, ya que el determinante de una matriz antisimétrica impar es cero, ya que para una matriz asimétrica, {\displaystyle \det \,A=\det \,A^{\text{T}}=\det \left(-A\right)=(-1)^{n}\det \,A}, y para n impar, esto implica que {\displaystyle \det \,A=0}.

### Definición recursiva
Por convención, el pfaffiano de la matriz 0 × 0 es igual a uno. El pfaffiano de una matriz antisimétrica A de orden 2n×2n con n> 0 se puede calcular recursivamente como
{\displaystyle \operatorname {pf} (A)=\sum _{{j=1} \atop {j\neq i}}^{2n}(-1)^{i+j+1+\theta (i-j)}a_{ij}\operatorname {pf} (A_{{\hat {\imath }}{\hat {\jmath }}}),}
donde el índice i se puede seleccionar arbitrariamente, {\displaystyle \theta (i-j)} es la función escalón de Heaviside y {\displaystyle A_{{\hat {\imath }}{\hat {\jmath }}}} indica la matriz A con la i-ésima y j-ésima filas y columnas eliminadas. Obsérvese cómo para la opción especial {\displaystyle i=1} se reduce a la expresión más simple:
{\displaystyle \operatorname {pf} (A)=\sum _{j=2}^{2n}(-1)^{j}a_{1j}\operatorname {pf} (A_{{\hat {1}}{\hat {\jmath }}}).}

### Definiciones alternativas
Se puede asociar a cualquier matriz antisimétrica de orden 2n×2n A = { aij} un bivector
{\displaystyle \omega =\sum _{i<j}a_{ij}\;e_{i}\wedge e_{j}.}
donde {e1, e2, ..., e2n} es la base estándar de R2n. El pfaffiano entonces se define por la ecuación
{\displaystyle {\frac {1}{n!}}\omega ^{n}=\operatorname {pf} (A)\;e_{1}\wedge e_{2}\wedge \cdots \wedge e_{2n},}
donde ωn denota el producto en cuña de n copias de ω.
Una generalización no nula del pfaffiano de matrices de dimensiones impares se da en el trabajo de Bruijn sobre integrales múltiples que involucran determinantes. En particular, para cualquier matriz A de orden mxm, utiliza la definición formal anterior, pero configurando {\displaystyle n=\lfloor m/2\rfloor }. Para m impar, se puede demostrar que esto es igual al pfaffiano usual de una matriz antisimétrica de orden m+1xm+1, donde se ha agregado una m+1-ésima columna que consiste en m elementos 1, una m+1-ésima fila que consta de m elementos -1, y el elemento de la esquina que es cero. Las propiedades usuales de los pfaffianos, por ejemplo, la relación con el determinante, se aplican a esta matriz extendida.

## Propiedades e identidades
Los pfaffianos tienen las siguientes propiedades, que son similares a las de los determinantes.
- La multiplicación de una fila y una columna por una constante es equivalente a la multiplicación de pfaffiano por la misma constante.
- El intercambio simultáneo de dos filas diferentes y columnas correspondientes cambia el signo de pfaffiano.
- Un múltiplo de una fila y la columna correspondiente agregada a otra fila y columna correspondiente no cambian el valor del pfaffiano.

Usando estas propiedades, los pfaffianos se pueden calcular rápidamente, de forma similar al cálculo de determinantes.

### Varios
Para una matriz antisimétrica A de orden 2n×2n
{\displaystyle \operatorname {pf} (A^{\text{T}})=(-1)^{n}\operatorname {pf} (A).}
{\displaystyle \operatorname {pf} (\lambda A)=\lambda ^{n}\operatorname {pf} (A).}
{\displaystyle \operatorname {pf} (A)^{2}=\det(A).}
Para una matriz arbitraria B de orden 2n×2n,
{\displaystyle \operatorname {pf} (BAB^{\text{T}})=\det(B)\operatorname {pf} (A).}
Sustituyendo en esta ecuación B=Am, se obtiene para todo entero m
{\displaystyle \operatorname {pf} (A^{2m+1})=(-1)^{nm}\operatorname {pf} (A)^{2m+1}.}

### Identidades derivadas
Si A depende de alguna variable xi, entonces el gradiente de un pfaffiano viene dado por
{\displaystyle {\frac {1}{\operatorname {pf} (A)}}{\frac {\partial \operatorname {pf} (A)}{\partial x_{i}}}={\frac {1}{2}}\operatorname {tr} \left(A^{-1}{\frac {\partial A}{\partial x_{i}}}\right),}
y el hessiano de un pfaffiano viene dado por
{\displaystyle {\frac {1}{\operatorname {pf} (A)}}{\frac {\partial ^{2}\operatorname {pf} (A)}{\partial x_{i}\partial x_{j}}}={\frac {1}{2}}\operatorname {tr} \left(A^{-1}{\frac {\partial ^{2}A}{\partial x_{i}\partial x_{j}}}\right)-{\frac {1}{2}}\operatorname {tr} \left(A^{-1}{\frac {\partial A}{\partial x_{i}}}A^{-1}{\frac {\partial A}{\partial x_{j}}}\right)+{\frac {1}{4}}\operatorname {tr} \left(A^{-1}{\frac {\partial A}{\partial x_{i}}}\right)\operatorname {tr} \left(A^{-1}{\frac {\partial A}{\partial x_{j}}}\right).}

### Identidades subsiguientes
El producto de los pfaffianos de dos matrices antisimétricas A y B bajo la condición de que ATB es una matriz definida positiva, se puede representar en forma de un exponencial
{\displaystyle {\textrm {pf}}(A){\textrm {pf}}(B)=\exp({\frac {1}{2}}\mathrm {tr} \ln(A^{\text{T}}B)).}
Suponiendo que A y B son matrices antisimétricas de orden 2n×2n, entonces
{\displaystyle \mathrm {pf} (A)\mathrm {pf} (B)={\frac {1}{n!}}B_{n}(s_{1},s_{2},\ldots ,s_{n}),\qquad \mathrm {where} \qquad s_{l}=-{\frac {1}{2}}(l-1)!\mathrm {tr} ((AB)^{l})}
y Bn (s1,s2,...,sn) son polinomios de Bell.

### Matrices de bloques
Para una matriz por bloques diagonal
{\displaystyle A_{1}\oplus A_{2}={\begin{bmatrix}A_{1}&0\\0&A_{2}\end{bmatrix}},}
{\displaystyle \operatorname {pf} (A_{1}\oplus A_{2})=\operatorname {pf} (A_{1})\operatorname {pf} (A_{2}).}
Para una matriz arbitraria M de orden n×n:
{\displaystyle \operatorname {pf} {\begin{bmatrix}0&M\\-M^{\text{T}}&0\end{bmatrix}}=(-1)^{n(n-1)/2}\det M.}
A menudo se requiere calcular el pfaffiano de una matriz antisimétrica {\displaystyle S} con la estructura del bloque
{\displaystyle S={\begin{pmatrix}M&Q\\-Q^{T}&N\end{pmatrix}}\,}
donde {\displaystyle M} y {\displaystyle N} son matrices antisimétricas y {\displaystyle Q} es una matriz rectangular general.
Cuando {\displaystyle M} es invertible, se tiene que
{\displaystyle \operatorname {pf} (S)=\operatorname {pf} (M)\operatorname {pf} (N+Q^{T}M^{-1}Q).}
Esto se puede ver en la fórmula de diagonalización de bloques de Aitken,
{\displaystyle {\begin{pmatrix}M&0\\0&N+Q^{T}M^{-1}Q\end{pmatrix}}={\begin{pmatrix}I&0\\Q^{T}M^{-1}&I\end{pmatrix}}{\begin{pmatrix}M&Q\\-Q^{T}&N\end{pmatrix}}{\begin{pmatrix}I&-M^{-1}Q\\0&I\end{pmatrix}}.}
Esta descomposición implica unas transformaciones congruentes que permiten usar la propiedad del pfaffiano {\displaystyle \operatorname {pf} (BAB^{T})=\operatorname {det} (B)\operatorname {pf} (A)}.
Del mismo modo, cuando {\displaystyle N} es invertible, se tiene que
{\displaystyle \operatorname {pf} (S)=\operatorname {pf} (N)\operatorname {pf} (M+QN^{-1}Q^{T}),}
como se puede ver al emplear la descomposición
{\displaystyle {\begin{pmatrix}M+QN^{-1}Q^{T}&0\\0&N\end{pmatrix}}={\begin{pmatrix}I&-QN^{-1}\\0&I\end{pmatrix}}{\begin{pmatrix}M&Q\\-Q^{T}&N\end{pmatrix}}{\begin{pmatrix}I&0\\N^{-1}Q^{T}&I\end{pmatrix}}.}

## Aplicaciones
- Existen programas para el cálculo numérico de pfaffianos en varias plataformas (Python, Matlab, Mathematica) (Wimmer, 2012).
- El pfaffiano es un invariante polinomial de una matriz antisimétrica bajo un cambio de base ortogonal apropiado. Como tal, es importante en la teoría de clases características. En particular, se puede usar para definir la clase de Euler de una variedad de Riemann que se usa en el teorema de Gauss-Bonnet generalizado.
- El número de apareamiento (teoría de grafos) en un grafo plano viene dado por un pfaffiano, por lo tanto, es un tiempo polinomial computable a través del algoritmo FKT. Esto es sorprendente dado que para los gráficos generales, el problema es muy difícil (se denomina numeral-P-completo). Este resultado se usa para calcular el número de teselado en dominó de un rectángulo, la función de partición del modelo de Ising en física o del campo aleatorio de Markov en aprendizaje automático (Globerson y Jaakkola, 2007;Schraudolph y Kamenetsky, 2009), donde el gráfico subyacente es plano. También se utiliza para derivar algoritmos eficientes para algunos problemas que de otra manera aparentemente no se pueden resolver, incluida la simulación eficiente de ciertos tipos de computación cuántica restringida. Véase algoritmo holográfico para obtener más información.